# Kirchenberg (Donau-Isar-Hügelland)
Der Kirchenberg ist eine 462 m hohe Erhebung auf dem Gemeindegebiet von Altdorf im niederbayerischen Landkreis Landshut.
Er liegt Rand des Donau-Isar-Hügellandes links der Isar. Der Burgstall Eugenbach und die Pfarrkirche St. Georg liegen auf dem Kirchenberg.